# 痛快!知らぬはオトコばかりなり
『痛快!知らぬはオトコばかりなり』（つうかい しらぬはオトコばかりなり）は、1998年1月30日から1999年8月20日までフジテレビ系列局で放送されていたバラエティ番組である。フジテレビと関西テレビの共同製作。通称「知らばか」。

## 概要
諸事情によって3か月で打ち切られた『㊎ロマン人生いろいろ』の後継番組で、同番組のレギュラー陣をそのまま起用していた。
番組内容は著名人を夫に持つ夫人や既婚の女性芸能人たちをゲストに招き、トークを展開していくというものだった。また、カイヤは当初は「川崎麻世の妻(一般人)」 として出演していたが、この番組での出演をきっかけにそのキャラクターが注目されタレントデビュー を果たした。
番組は1999年8月に同タイトルでの放送を終了し、2か月近くの放送休止期間を経て改題リニューアル。それまでレギュラーを務めていた笑福亭鶴瓶、研ナオコ、新野新の3人を降板させ、小倉智昭を中心とする内容へと移行した。同時に、番組の通称である『しらばかッ!!』を正式名称に用いるようになった。
後半枠がネットセールスの為、一部ローカルセールス枠での放送だった。また、番組の送出はフジテレビから行われた。

## 出演者
- 笑福亭鶴瓶
- 小倉智昭
- 研ナオコ
- 新野新
- カイヤ
- 渡辺美奈代